# 班德尔马湾
班德尔马湾（土耳其語：Bandırma Körfezi）是土耳其马尔马拉海安纳托利亚一侧的海湾。在行政上属于巴勒克埃西尔省的班德尔马县。
海湾的中点大约在40°23′N 27°59′E / 40.383°N 27.983°E。西面是贝尔克斯连岛沙洲（Belkıs Tombolo，连接卡皮达半岛与安纳托利亚大陆），北面是卡皮达半岛（Kapıdağ Yarımadası），南面是安纳托利亚的马尔马拉海岸，海湾的西北部是莫拉群岛。海湾的主要居民点是班德尔马，是一个工业城市和一个港口。 
班德尔马湾有两条主要渡轮航线，一条从班德尔马到土耳其色雷斯（欧洲）部分的泰基尔达，另一条从班德尔马到土耳其伊斯坦布尔安纳托利亚部分的博斯坦奇（Bostancı）或耶尼卡皮（Yenikapı）。